# Celovečernji The Kid
Celovečernji the Kid je drugi studijski album novosadskog kantautora Đorđa Balaševića. Objavljen je 1983. godine.

## Popis pjesama
1. Celovečernji the Kid (3:22)
2. Vi ste jedan običan miš (3:39)
3. Crni labud (3:44)
4. Blues mutne vode (4:01)
5. Svirajte mi: "Jesen stiže dunjo moja" (5:18)
6. Don Francisko Longplay (3:22)
7. Medena vremena (3:44)
8. Lunjo (4:05)
9. Nikad kao Bane (3:20)
10. Neko to od gore vidi sve (4:34)